# Hardball (Fernsehserie, 1989)
Hardball ist der Name einer US-amerikanischen Fernsehserie, die international ausgestrahlt wurde. Die 18 Folgen wurden erstmals von 1989 bis 1990 auf NBC gesendet. Die Hauptrollen spielten John Ashton und Richard Tyson. Die deutsche Ausstrahlung erfolgte freitags um 20:15 auf SAT.1, wobei nur 17 Folgen gezeigt wurden. Drei Jahre später wurde die Serie auf ProSieben wiederholt und die in Deutschland zuvor nicht gezeigte Folge ebenfalls ausgestrahlt.
In der Serie geht es um die zwei ungleichen Polizisten Charlie Battles (Ashton) und Joe „Kaz“ Kaczierowski (Tyson), die sich nach anfänglichen Diskrepanzen zusammenraufen und gemeinsam ermitteln.

## Synchronisation
Die deutsche Synchronfassung entstand bei der Elan Film Gierke & Co. KG in München, unter der Dialogregie und nach einem Buch von Friedrich Schley.
| Rolle                  | Deutscher Sprecher                                                           |
| ---------------------- | ---------------------------------------------------------------------------- |
| Charlie Battles        | Fred Klaus                                                                   |
| Joe „Kaz“ Kaczierowski | Ekkehardt Belle                                                              |
| Al Martoni             | Berno von Cramm                                                              |
| Ballantine             | Gerhard Acktun (Episode 1x09), Fritz von Hardenberg (Episoden 1x13 und 1x14) |
| Captain Levine         | Norbert Gastell                                                              |
| Captain Briggs         | Fred Maire                                                                   |

## Episodenliste

### Staffel 1
| Nr. | Deutscher Titel                     | Deutsche Erstausstrahlung (SAT.1*) | Originaltitel                                     | Erstausstrahlung USA (NBC) |
| --- | ----------------------------------- | ---------------------------------- | ------------------------------------------------- | -------------------------- |
| 1   | Drum flüchte, wer sich ewig bindet  | 6. Dezember 1990                   | Till Death Do Us Part                             | 21. September 1989         |
| 2   | Keine Rosen ohne Messer             | 7. Dezember 1990                   | The Silver Scream                                 | 28. September 1989         |
| 3   | Guter Witz ist teuer                | 14. Dezember 1990                  | The One Armed Bandit                              | 13. Oktober 1989           |
| 4   | Eine Hexe kommt selten allein       | 21. Dezember 1990                  | Which Witch Is Which?                             | 27. Oktober 1989           |
| 5   | Indianer schreiben nicht            | 28. Dezember 1990                  | The Cleveland Indian                              | 3. November 1989           |
| 6   | Ich hatt’ einen Kameraden           | 4. Januar 1991                     | The Fighting 52nd                                 | 10. November 1989          |
| 7   | Mit der Bombe leben und sterben     | 11. Januar 1991                    | Time Bomb                                         | 17. November 1989          |
| 8   | Gelegenheit macht Diebe             | 18. Januar 1991                    | Trying To Make A Living, And Doing The Best I Can | 24. November 1989          |
| 9   | Katt läßt das Mausen nicht          | 25. Januar 1991                    | The Cool Katt                                     | 20. April 1990             |
| 10  | Engel des Todes                     | 1. Februar 1991                    | Angel Of Death                                    | 27. April 1990             |
| 11  | Lieber reich als glücklich          | 8. Februar 1991                    | The Out Of Towners                                | 1. Dezember 1989           |
| 12  | Bluthochzeit                        | 15. Februar 1991                   | A Killer Date                                     | 4. Mai 1990                |
| 13  | Alles Schlechte zum Geburtstag      | 22. Februar 1991                   | A Death In The Family                             | 11. Mai 1990               |
| 14  | Sex, Mord und Videos                | 1. März 1991                       | Sex, Cops And Videotape                           | 18. Mai 1990               |
| 15  | Mutterliebe                         | 8. März 1991                       | Wedding Bell Blues                                | 1. Juni 1990               |
| 16  | Mumie ohne Rast und Ruh             | 15. März 1991                      | Charlie And Kaz Meet The Mummy                    | 8. Juni 1990               |
| 17  | Alles auf eine Karte gehetzt        | 22. März 1991                      | The Hunt For Honus Wagner                         | 29. Juni 1990              |
| 18  | Sprechenden Hunden glaubt man nicht | 5. Februar 1994 (ProSieben)        | Every Dog Has Its Day                             | 22. Juni 1990              |

* Episode 18 wurde erstmals im Rahmen der Wiederholung im Jahr 1994 beim Sender ProSieben gezeigt.